# China Civil Engineering Construction Corporation
China Civil Engineering Construction Corporation (CCECC) en chino tradicional, 中國土木工程集團有限公司; en chino simplificado, 中国土木工程集团有限公司, originalmente la Oficina de Ayuda al Exterior del Ministerio de Ferrocarriles, se estableció en 1979 con la aprobación del Consejo de Estado, siendo una de las cuatro primeras empresas de cooperación económica en el extranjero de China en introducirse en el mercado internacional. En 2003, la Comisión estatal para la supervisión y administración de los activos del Estado (SASAC) aprobó la reestructuración estrategia consistente en la integración de la empresa en China Railway Construction Corporation Limited (CRCC). Actualmente, la empresa ha crecido hasta convertirse en una gran empresa estatal con cualificación de grado especial como contratista EPC para proyectos ferroviarios, la cual lleva 19 años seguidos listada entre los principales 250 contratistas internacionales de todo el mundo[cita requerida].
Desde la década de los 60, cuando CCECC obtuvo el mayor proyecto de ayuda al exterior de China: el ferrocarril Tanzania-Zambia, la empresa no ha parado de crecer. Su ámbito de actividades incluye contratación de proyectos, diseño y asesoría, construcción, desarrollo y operación de parques económicos y comerciales, promoción y gestión inmobiliaria, gestión logística, inversión, operación ferroviaria, logística, minería industrial, comercio de importación y exportación, etc. Sus actividades de negocio se extienden por Asia, Europa, África, América y Oceanía. En la actualidad, la empresa ya tiene estructuras permanentes o desarrolla actividades relacionadas en 95 países y regiones de todo el mundo. Además, en su afán llevar a cabo de forma activa la iniciativa de la Franja y la Ruta, la empresa ya lleva ejecutados o está siguiendo proyectos en más de 30 países a lo largo de Cinturón y Ruta de la Seda.
Las empresas chinas ya llevan unos 12000 km de ferrocarril construido en el extranjero, de ellos, unos 8000 km han sido ejecutados por CCECC. La empresa cuenta con más de 38 000 empleados en todo el mundo, y es una de las pioneras en el sector ferroviario chino en salir al exterior.[cita requerida]
Sobre la base de afianzar y expandir el mercado de contratación de ingeniería, CCECC se está esforzando por diversificar sus negocios siguiendo un modelo 1+N, crecer conforme especialidades características, reforzar progresivamente su capacidad de inversión y financiación y aumentar constantemente su ámbito de negocio. La empresa promete seguir ofreciendo proyectos de calidad superior a la vez que dedicarse a su misión y responsabilidad, esforzarse por retribuir a la sociedad y beneficiar a la gente de todos los países.